# Pięciobój wojskowy na Światowych Wojskowych Igrzyskach Sportowych 2007 – drużynowo mężczyzn
Pięciobój wojskowy mężczyzn drużynowo podczas 4. Światowych Wojskowych Igrzyskach Sportowych rozegrany został w ramach pięcioboju wojskowego w dniach 15 − 19 października 2007 w indyjskim Hajdarabadzie podczas światowych igrzysk wojskowych.
Zawody były równocześnie traktowane jako 54 Wojskowe Mistrzostwa Świata w pięcioboju wojskowym.

## Terminarz
Wszystkie godziny podane są w czasie indyjskim (UTC+05:30) oraz polskim (CEST).
| Harmonogram przebiegu konkurencji | Harmonogram przebiegu konkurencji | Harmonogram przebiegu konkurencji | Harmonogram przebiegu konkurencji |
| Data                              | Godzina rozpoczęcia               | Godzina rozpoczęcia               | Wydarzenie                        |
| Data                              | (UTC+05:30                        | CET                               | Wydarzenie                        |
| --------------------------------- | --------------------------------- | --------------------------------- | --------------------------------- |
| 15 października 2007(dts)         | 15:00                             | 20:30                             | strzelanie                        |
| 16 października 2007(dts)         | 19:40                             | 01:10                             | bieg z przeszkodami               |
| 17 października 2007(dts)         | 13:00                             | 18:30                             | pływanie                          |
| 18 października 2007(dts)         | 17:10                             | 22:40                             | rzucanie granatem                 |
| 19 października 2007(dts)         | 14:20                             | 19:50                             | bieg przełajowy                   |

## Uczestnicy
Do startu zgłoszonych zostało 25 reprezentacji narodowych (wystartowało 143 mężczyzn). Dla zespołu, do klasyfikacji drużynowej zaliczano najlepsze wyniki uzyskane przez czterech zawodników. O ostatecznym wyniku i miejscu zawodnika decydowała suma punktów zdobytych w poszczególnych konkurencjach, ponieważ uzyskane wyniki były przeliczane na punkty według tabel wielobojowych podobnie jak jest m.in. w pięcioboju nowoczesnym. 

- Argentyna (7)
- Austria (5)
- Białoruś (6)
- Brazylia (6)
- Chiny (6)
- Chorwacja (4)
- Czechy (4)
- Dania (6)
- Ekwador (7)
- Finlandia (5)
- Hiszpania (8)
- Holandia (5)
- Indie (8)
- Kolumbia (4)
- Korea Północna (6)
- Łotwa (5)
- Norwegia (9)
- Polska (5)
- Południowa Afryka (5)
- Rumunia (6)
- Rosja (7)
- Słowenia (5)
- Szwecja (5)
- Turcja (6)
- Wenezuela (6)

Reprezentacja Polski drużynowo zajęła 20 miejsce, wystąpiła w składzie; Marek Kociuba (indywidualnie 83 miejsce), Krzysztof Mol (84 m.), Adam Marcinkowski (87 m.), Arkadiusz Kozak (117 .) oraz Robert Szmaciński (140 miejsce, wynik 4062,8 pkt), którego uzyskane punkty nie były zaliczane dla drużyny.

## Medaliści
| Złoto                                                          | Srebro                                                                         | Brąz                                                                             |
| Drużyna / Zawodnik                                             | Drużyna / Zawodnik                                                             | Drużyna / Zawodnik                                                               |
| Chiny · Yang Shiwei · He Shugan · Zhang Hequan · Wang Xiaokang | Białoruś · Maksim Kanafin · Michaił Toukach · Aleksandr Saplin · Andrej Kudzin | Niemcy · Andrej Sonnenberg · Martin Reichart · Robert Krawczyk · Norbert Stracke |

## Wyniki
| Zawodnicy |                                                                       |                             |  |  |  |  |  |  |  |
| 1 !       | Chiny                                                                 | 21488,1                     |  |  |  |  |  |  |  |
| 1 !       | Yang Shiwei He Shugan Zhang Hequan Wang Xiaokang                      | 5460,2 5436,4 5314,6 5276,9 |  |  |  |  |  |  |  |
| 2 !       | Białoruś                                                              | 21408,6                     |  |  |  |  |  |  |  |
| 2 !       | Maksim Kanafin Michaił Toukach Aleksandr Saplin Andrej Kudzin         | 5490,6 5329,9 5326,4 5261,7 |  |  |  |  |  |  |  |
| 3 !       | Niemcy                                                                | 21348,9                     |  |  |  |  |  |  |  |
| 3 !       | Andrej Sonnenberg Martin Reichart Robert Krawczyk Norbert Stracke     | 5368,2 5362,3 5351,3 5351,3 |  |  |  |  |  |  |  |
| 4         | Korea Północna                                                        | 21127,0                     |  |  |  |  |  |  |  |
| 4         | Choe Kwang-nam Ri Jong-nam Ri Kwang-su Ri Hyok-chol                   | 5306,3 5295,1 5265,3 5260,3 |  |  |  |  |  |  |  |
| 5         | Brazylia                                                              | 20949,6                     |  |  |  |  |  |  |  |
| 5         | Cicero Sales Edilson Souza Wanderlei Lima Adriano Gomes               | 5318,9 5283,1 5181,7 5165,9 |  |  |  |  |  |  |  |
| 6         | Finlandia                                                             | 20777,3                     |  |  |  |  |  |  |  |
| 6         | Juha Hirsimäki Mikko Suihkonen Janne Pellikka Jaakko Jäntti           | 5365,9 5240,9 5163,7 5006,8 |  |  |  |  |  |  |  |
| 7         | Ekwador                                                               | 20701,7                     |  |  |  |  |  |  |  |
| 7         | Ider Mina Marco Jaramillo Alex de Leon Edwin Castillo                 | 5294,9 5161,9 5138,3 5106,6 |  |  |  |  |  |  |  |
| 8         | Dania                                                                 | 20628,2                     |  |  |  |  |  |  |  |
| 8         | Brian Dasbjerg Allan Kjær Nielsen Jimmi Jensen Morten Viktor Østfeldt | 5419,8 5264,4 5117,5 4826,5 |  |  |  |  |  |  |  |
| 9         | Turcja                                                                | 20517,6                     |  |  |  |  |  |  |  |
| 9         | Utkan Çalik Kasim Yildiz Muharrem Genç Recep Özder                    | 5173,1 5162,8 5132,4 5049,3 |  |  |  |  |  |  |  |
| 10        | Łotwa                                                                 | 20481,5                     |  |  |  |  |  |  |  |
| 10        | Dainis Stepe Maigurs Ozolins Maris Abele Bruno Orba                   | 5251,2 5156,4 5043,1 5030,8 |  |  |  |  |  |  |  |
|           |                                                                       |                             |  |  |  |  |  |  |  |
| 20        | Polska                                                                | 19497,6                     |  |  |  |  |  |  |  |
| 20        | Marek Kociuba Krzysztof Mol Adam Marcinkowski Arkadiusz Kozak         | 4905,4 4898,5 4887,6 4700,3 |  |  |  |  |  |  |  |

Źródło: